# 27126 Bonnielei
27126 Bonnielei este un asteroid din centura principală de asteroizi.

## Descriere
27126 Bonnielei este un asteroid din centura principală de asteroizi. A fost descoperit pe 18 noiembrie 1998 la Socorro, New Mexico, în cadrul proiectului LINEAR. Asteroidul prezintă o orbită caracterizată de o semiaxă mare de 2,37 ua, o excentricitate de 0,12 și o înclinație de 3,3° în raport cu ecliptica.